# Abú Umar aš-Šíšání
Tarchan Batirašvili (gruzínsky თარხან ბათირაშვილი, 11. února 1986, Birkiani – 10. července 2016), více známý pod jeho partyzánským jménem Abú Umar aš-Šišan nebo Omar aš-Šišan (arabsky أبو عمر الشيشاني‎, což znamená „Omar čečenský“) byl etnický Čečenec, veterán z rusko-gruzínské války a jedním z vůdců islámského státu v Iráku a Levantě. Jednotky pod jeho velením se zúčastnily útoků na syrské vojenské základny v okolí města Aleppa. Byl považován za jednoho z nejvlivnějších vůdců syrských opozičních sil.

## Životopis
Narodil se v roce 1986 v obci Birkiana jako syn křesťanského otce Tejmuraze Batirašviliho. V mládí pracoval jako pastýř. Po absolvování střední školy v roce 2007 byl povolán do gruzínské armády a zúčastnil konfliktu v Jižní Osetii. Podle slov jeho otce chtěl udělat vojenskou kariéru, ale byla mu diagnostikována tuberkulóza a byl propuštěn z armády ze zdravotních důvodů. Na podzim roku 2010 byl odsouzen na tři roky vězení na základě obvinění z nelegálního držení zbraní. V roce 2012, po předčasném propuštění z vězení, žil v Turecku, později v Jemenu, Egyptě a nakonec odešel do Sýrie. Důvod odchodu byla těžká finanční situace. Podle jeho otce: “Teď říká, že tam šel (do Sýrie) kvůli své víře, ale vím, že to udělal proto, že jsme byli chudí.“ Byl zabit v červenci 2016 v důsledku amerického leteckého útoku.